# مارتا ماتئوس
مارتا ماتئوس (انگلیسی: Marta Mateos؛ زادهٔ ۱۶ اکتبر ۱۹۸۴) بازیکن فوتبال اهل اسپانیا است.
از باشگاه‌هایی که در آن بازی کرده‌است می‌توان به باشگاه فوتبال ویارئال و باشگاه فوتبال زنان والنسیا اشاره کرد.
وی همچنین در تیم ملی فوتبال زنان اسپانیا بازی کرده‌است.